# Wsiąść do pociągu
Wsiąść do pociągu – album Maryli Rodowicz wydany w 1978 roku nakładem wytwórni Pronit. W 2013 roku album został zremasterowany i wznowiony na CD w serii Antologia Maryli Rodowicz (2012-2013), nakładem wytwórni Universal Music Polska i Polskie Nagrania „Muza”.

## Lista utworów

### Strona 1
1. „Remedium” (S.Krajewski, M.Czapińska)
2. „Byłam sama, jestem sama” (J.Mikuła, A.Osiecka)
3. „Gaśnie koral” (J.Mikuła, A.Osiecka)
4. „Gaj” (duet Marek Grechuta) (M.Grechuta, A.Osiecka)
5. „Mały barek w Santa Cruz” (J.Mikuła, A.Osiecka)

### Strona 2
1. „Nie ma jak pompa” (J.Mikuła, A.Osiecka)
2. „Bossa Nova do poduszki” (J.Mikuła, A.Osiecka)
3. „Królewicze” (J.Mikuła, A.Osiecka)
4. „Osiedlowy klub samotnych serc” (J.Mikuła, A.Osiecka)
5. „Płaczmy razem” (J.Mikuła, A.Osiecka)

## Twórcy
- Jacek Mikuła – dyrygent
- Orkiestra

Muzycy towarzyszący
- Alibabki – A1, A3, A4, B2, B3
- Marek Grechuta – A4

### Personel
- Jacek Złotkowski – reżyser nagrania
- Michał Gola – operator dźwięku
- Jakub Erol – projekt graficzny
- Renata Pajchel – foto